# XF-90 (航空機)
XF-90
XF-90
- 用途：長距離戦闘機
- 分類：戦闘機
- 製造者：ロッキード
- 運用者：アメリカ空軍
- 初飛行：1949年6月3日
- 生産数：2機
- 運用状況：退役

XF-90は、アメリカ陸軍航空軍の試作戦闘機。ロッキードが開発し1949年に初飛行したものの、2機試作されたのみで制式採用はされなかった。

## 概要
第二次世界大戦の末期、急速に進むジェット化の中で陸軍航空軍は爆撃機を護衛する長距離戦闘機を企図したが、初期のジェットエンジンは燃料消費率が高く、概ね1,000km程度の航続距離しか望めなかった。
太胴の双発機とターボプロップ機が有望視され、XP-81とXP-83が1944年から1945年にかけて試作されたが、性能不十分で最初から採用の見込みは無かった。この失敗を受け1946年（1947年以降アメリカ空軍）は、マクドネル（XP-88）とロッキード（XP-90）に1,500マイル（2,400km）の行動半径を持ち、限定的な地上攻撃も可能、重量15,000ポンド以下の仕様で本格的長距離ジェット戦闘機の競争試作を下命した。行動半径の要求は現実離れしていたため、後に900マイル（1,400km）に引き下げられた。
XP-90は1946年6月20日に正式試作契約され、当初デルタ翼機案も検討されたものの、同社のP-80を発展させたオーソドックスな後退翼機に変更された。名称は1948年6月11日にXF-90に変更されている。
低翼配置の主翼であり、その前縁後退角は35度。垂直尾翼に中程に取付角可変式の水平尾翼が配されている。インテイクは胴体脇にあり、主翼端にはチップタンクを装備できる。エンジンはアフターバーナーの開発に手間取ったため、暫定的にウエスチングハウス製J34-WE-11（推力：1,361kg）を用い、アフターバーナー付のJ34-WE-15（推力：1,905kg）を装備したXF-90Aは1950年5月20日に初飛行した。
XF-90は1949年6月3日に初飛行し、垢抜けた外観から世界初の実用超音速機になるのではないかとの期待が掛けられていたが、重量超過、推力不足と相俟って飛行性能は全く不満足なものに留まり、特に高速時の操縦性はF-80の悪癖をそのまま引き摺って、戦闘機として問題外のレベルであった。
1950年9月まで飛行試験が続けられたが、競作機のXF-88の方が幾分ましとはいえ、双方不採用が決定し、2機の試作機は1952年の核実験や1953年の強度試験で破壊された。
本作の失敗に懲りたロッキードは、自社に超音速風洞を設置し、XF-90の原設計の欠陥を把握。超音速時における直線翼の利点の見直し、空気取入口の形状の最適化などを行い、小型軽量な世界初のマッハ2級戦闘機F-104の開発に繋げた。
本機に始まるF-90番台の戦闘機は、続いてXF-91・XF-92と超音速機を目指したものの、悉く不採用に終わっている。93〜97番は既存機の改修型、98・99番はミサイルに付与されたため、超音速戦闘機としてはじめて制式採用されるのは、100番台のF-100となった。

## 要目（XF-90A）
- 全長：17.11m
- 全幅：12.19m
- 全高：4.8m
- 自重：8.2t
- エンジン：ウェスティングハウスJ34-WE-15（推力：1,905kg）2基
- 最大速度：1,107km/h
- 乗員：1名
- 武装：20mm機銃6門（予定）